# Крисси Энн
Крисси Энн (англ. Chrissy Ann, род. 1969, Мадисон) — американская порноактриса, лауреат премии AVN Awards.

## Биография
Родилась в 1969 году в Мэдисоне, Коннектикут. Дебютировала в порноиндустрии в 1992 году, в возрасте около 23 лет. Снималась для таких студий, как Anabolic Video, Evil Angel, Rosebud, Zane Entertainment Group, VCA Pictures.
В 1992 году получила премию XRCO Award в категории «лучшая групповая сцена», за роль в фильме Buttman’s Face Dance 1 (вместе со Сьеррой, Энджел Эш, Рокко Сиффреди, Риком Смирсом, Шейлой Стоун, Томом Байроном, Тиффани Майнкс и Вуди Лонгом).
Ушла из индустрии в 1994 году, снявшись в 67 фильмах.

## Награды
| Год  | Награда    | Категория              | Работа                 | Результат |
| ---- | ---------- | ---------------------- | ---------------------- | --------- |
| 1992 | XRCO Award | Лучшая групповая сцена | Buttman’s Face Dance 1 | Победа    |

## Избранная фильмография
- Parlor Games Video Team
- Silence of the Buns Western Visuals
- Group Love Western Visuals
- Talk Dirty to Me 9 Dreamland Entertainment
- Gang Bang Fury 1 Rosebud
- No Bust Babes AFVC
- Naughty by Nature Infinity Film And Video
- All That Glitters Las Vegas Video
- Harry Horndog 9: Love Puppies 1 Zane Entertainment Group
- Anal Mania Gourmet Video Collection
- Buttman’s Face Dance 2 Evil Angel
- Seduction of Mary VCA
- Scared Stiff B & D Pleasures
- Lacy’s Hot Anal Summer Las Vegas Video
- Fast Girls 3 X-Plus
- Double A Dykes Gourmet Video Collection
- Lovin' Spoonfuls 7: More Best of Dirty Debutantes 4-Play Video
- Buttman’s Face Dance 1 Evil Angel
- America’s Raunchiest Home Videos 21 Zane Entertainment Group
- Beach Bum Amateurs 3 After Midnight Video